# Sempervivum calcareum
Sempervivium calcareum es una especie de planta con flores perteneciente a la familia Crassulaceae, originaria de los Alpes del sur de Europa. Una suculenta perenne perennifolia, tiene una roseta con hojas gruesas que almacenan agua. Las hojas suelen ser de color verde con puntas de color púrpura rojizo. Esta planta se reproduce con gemación asexual y reproducción sexual monocárpica.
Sempervivum calcareum se cultiva como planta ornamental de jardín. Es adecuadao para un lugar bien drenado a pleno sol, como una rocalla. Los cultivares 'Extra'  y 'Guillaume' han ganado el Premio al Mérito del Jardín de la Royal Horticultural Society.